# Pierina Campanella
Pierina Campanella (Castello di Annone, 28 gennaio 1904 – Asti, 25 marzo 2006) è stata una dirigente d'azienda italiana cofondatrice della ditta Saclà.

## Biografia
Nasce in una piccola frazione di Castello d’Annone, chiamata Campanella. Ha quattro sorelle e un fratello. Frequenta le scuole commerciali e si impiega con mansioni contabili nel piccolo stabilimento di conserve vegetali “Salpa”, fondato nel 1923 da Secondo Ercole, con sede nella frazione astigiana di San Marzanotto. Nel 1928 sposa Secondo, detto Pinin, e nel 1931 nasce il primo figlio, Carlo e nel 1939 il secondo, Lorenzo.
Tra i due coniugi nasce subito un’intesa imprenditoriale che porta nel 1939 alla fondazione della SACLA, Società Anonima Commercio Lavorazione Alimentari, con sede in Asti, Piazza Amendola, vicino al fiume Borbore e alla Stazione Ferroviaria.

## Attività professionale

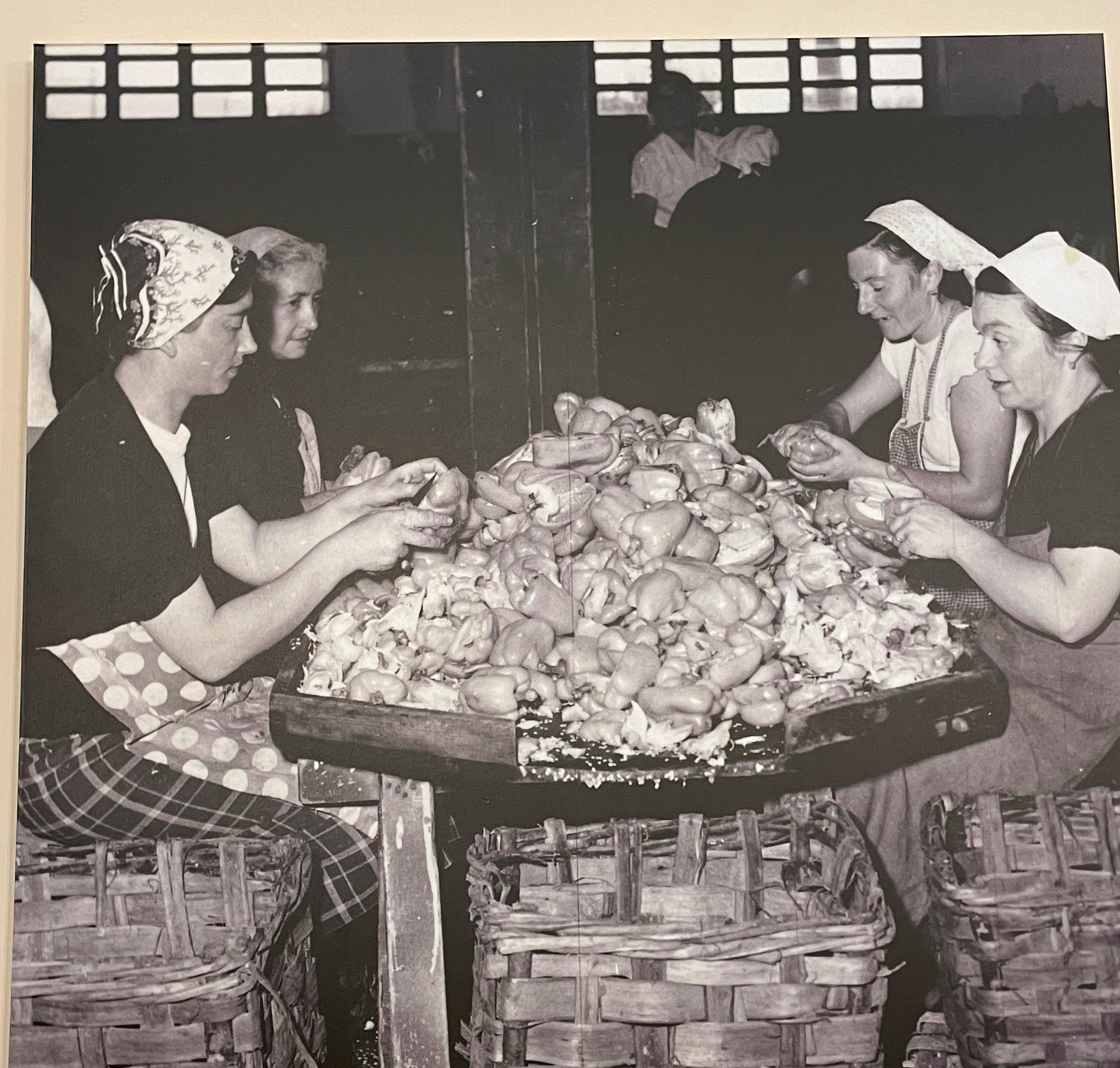
Operaie Saclà al lavoro

L’attività inizia dall’intuizione di Pierina e del marito di conservare gli ortaggi di stagione della valle del Tanaro con l’obiettivo di renderli disponibili tutto l’anno. Pierina, al timone della Sacla, divenuta Saclà con la “a” finale accentata in seguito al fortunato jingle “Olivolì, olivolà, oliva Saclà" usato per la pubblicità, si occupa sempre dell’amministrazione, degli aspetti finanziari e della gestione delle risorse umane. La “signora della Saclà” in prima persona gestisce la liquidità aziendale, da lei partono le decisioni sul suo uso, è l'interlocutrice privilegiata nei rapporti con le banche, si occupa personalmente dei colloqui e delle assunzioni degli impiegati ,venendo identificata con l’azienda: lei è la Saclà e ad essa dedica la sua vita. Orienta sempre le sue scelte su personale motivato che contribuirà alla crescita della produttività dell’impresa e al miglioramento della sua qualità.
Interpreta il suo ruolo di manager in armonia con i tempi del secondo dopoguerra: dirige l’azienda ma si reca anche personalmente ad acquistare, in bicicletta, le amarene nella vicina Revigliasco; tratta con le banche e dirige il personale con fermezza ma anche con materna empatia. Significative, a tal proposito, le parole di una dipendente, Mariangela Arione De Vecchi: “Avevo quattordici anni quando iniziai a lavorare in Saclà all’ufficio del personale. La Signora Piera era decisamente severa ma sapeva trattare tutti con grande umanità; ci faceva rigare dritto, ma era anche molto giusta; era sempre presente e controllava tutto: una gran donna”.
Con le sue competenze manageriali dà un impulso decisivo alla crescita dell'azienda e alla sua espansione su tutto il territorio nazionale e poi anche all’estero, in particolare in un importante viaggio negli Stati Uniti per ampliare il mercato e per conoscere nuove tecniche di trattamento degli ortaggi. Le amarene snocciolate prodotte dalla Saclà vengono comprate in tutta Europa ed usate come decorazione per i dolci, in tempi in cui non esiste ancora la frutta candita e non è ancora arrivata la frutta esotica dai mercati africani.

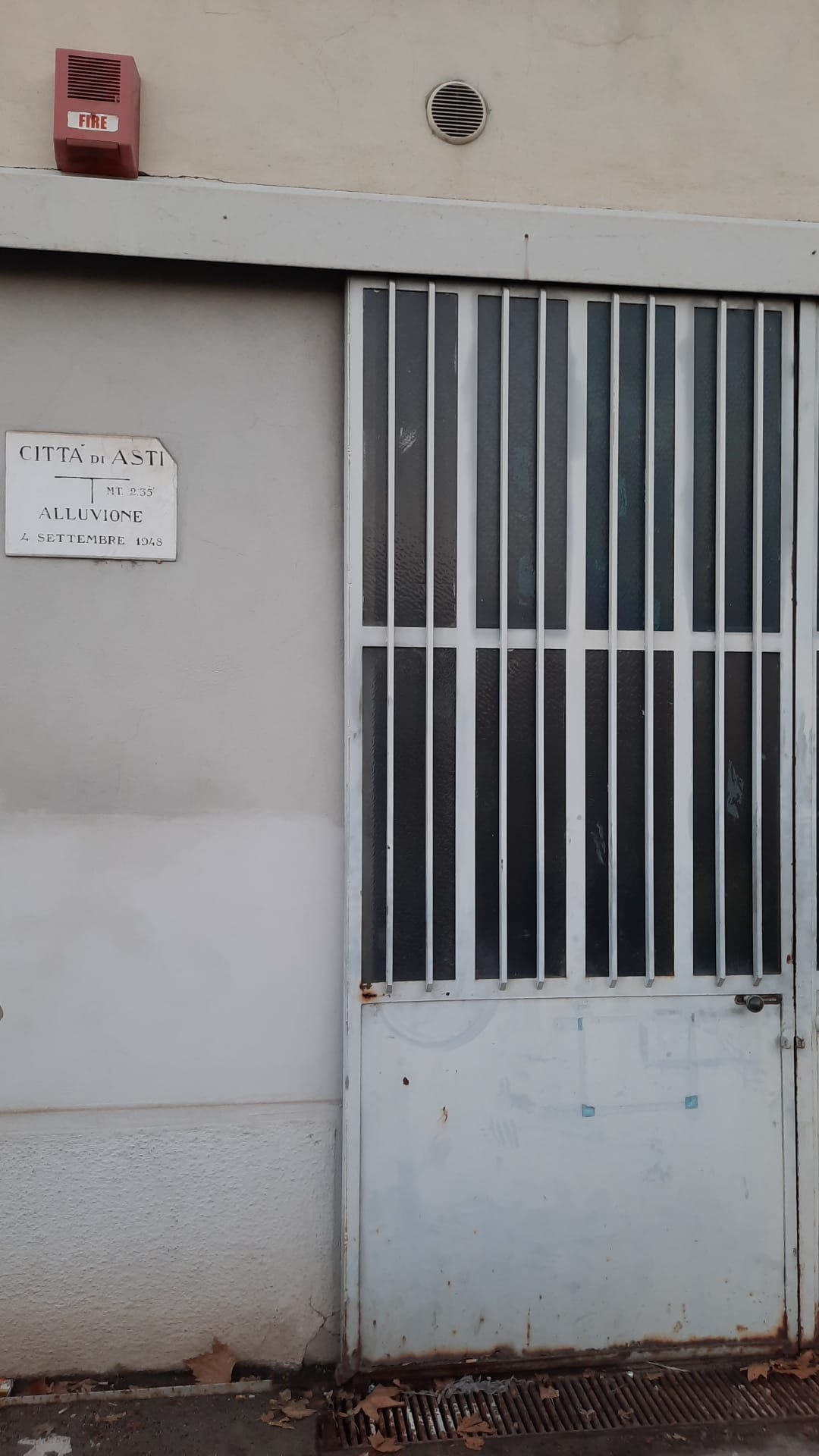
livello dell'acqua nel 1948 nello stabilimento Saclà

Nel 1948, una rovinosa alluvione sommerge lo stabilimento, ma la Sacla riparte da zero, cambiando e innovando i processi produttivi.
Piera ebbe un ruolo essenziale nella risoluzione della crisi aziendale degli anni settanta, quando l’impresa venne occupata dai dipendenti che rischiavano il licenziamento a causa del periodo di congiuntura sfavorevole innescato dallo shock petrolifero: trattò con le banche e riuscì ad ottenere “iniezioni di liquidità” che permisero alla Saclà di proseguire l'attività.
Pierina continua, anche in età avanzata, ad essere operativa in azienda, seguitando ad imprimere nello stile aziendale una forte carica di entusiasmo e di coinvolgimento del personale che trasmette anche ai suoi eredi. Oggi, alcuni nipoti sono buoni continuatori dell’attività.

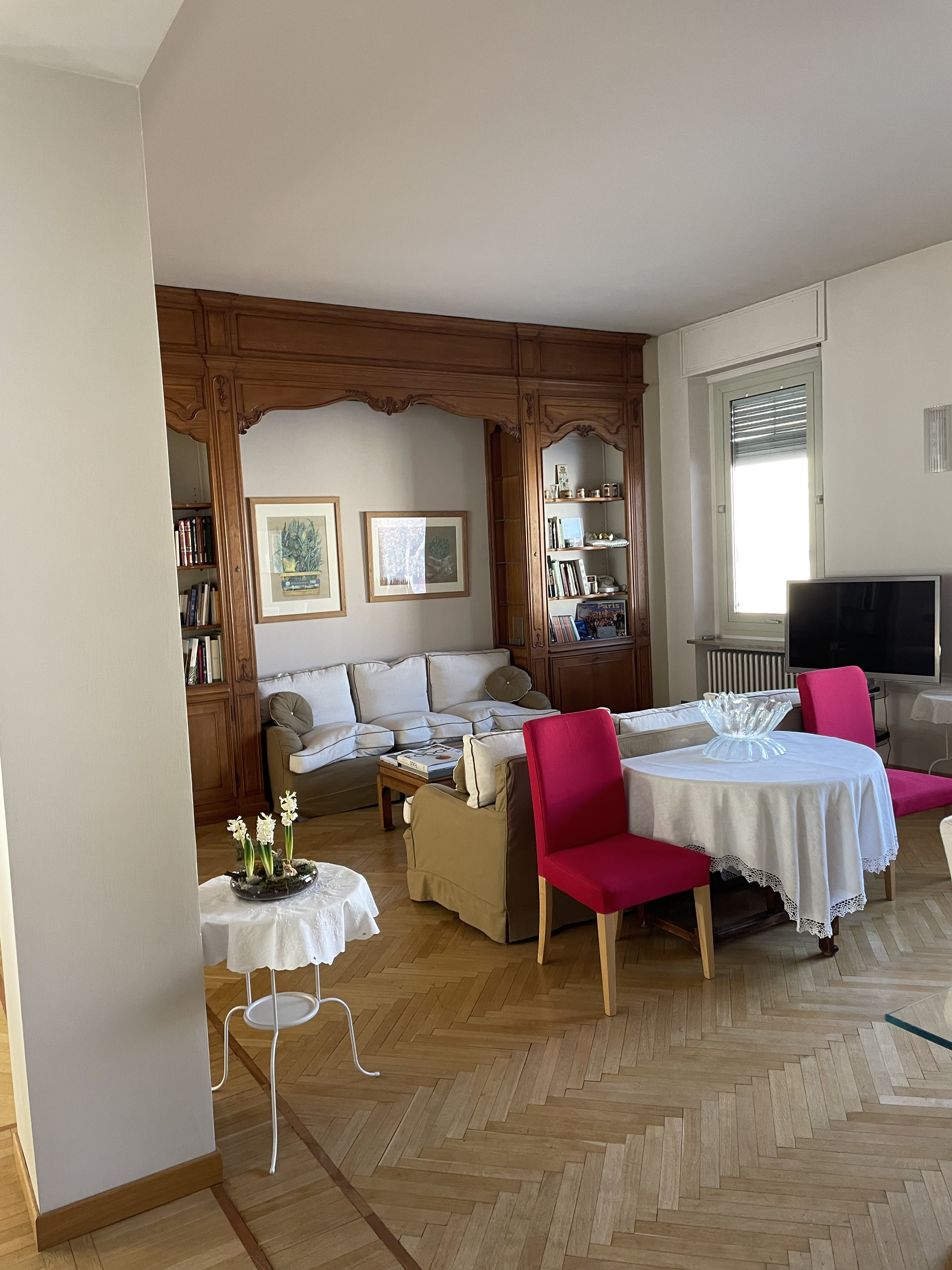

La sua casa di abitazione, con l’inconfondibile impronta e stile, è interna allo stabilimento secondo il concetto di “casa bottega", tipico della ricostruzione del secondo dopoguerra. Essa è oggi luogo di rappresentanza, utilizzato dai vertici dell'azienda per meeting riservati.

## Le conserve vegetali

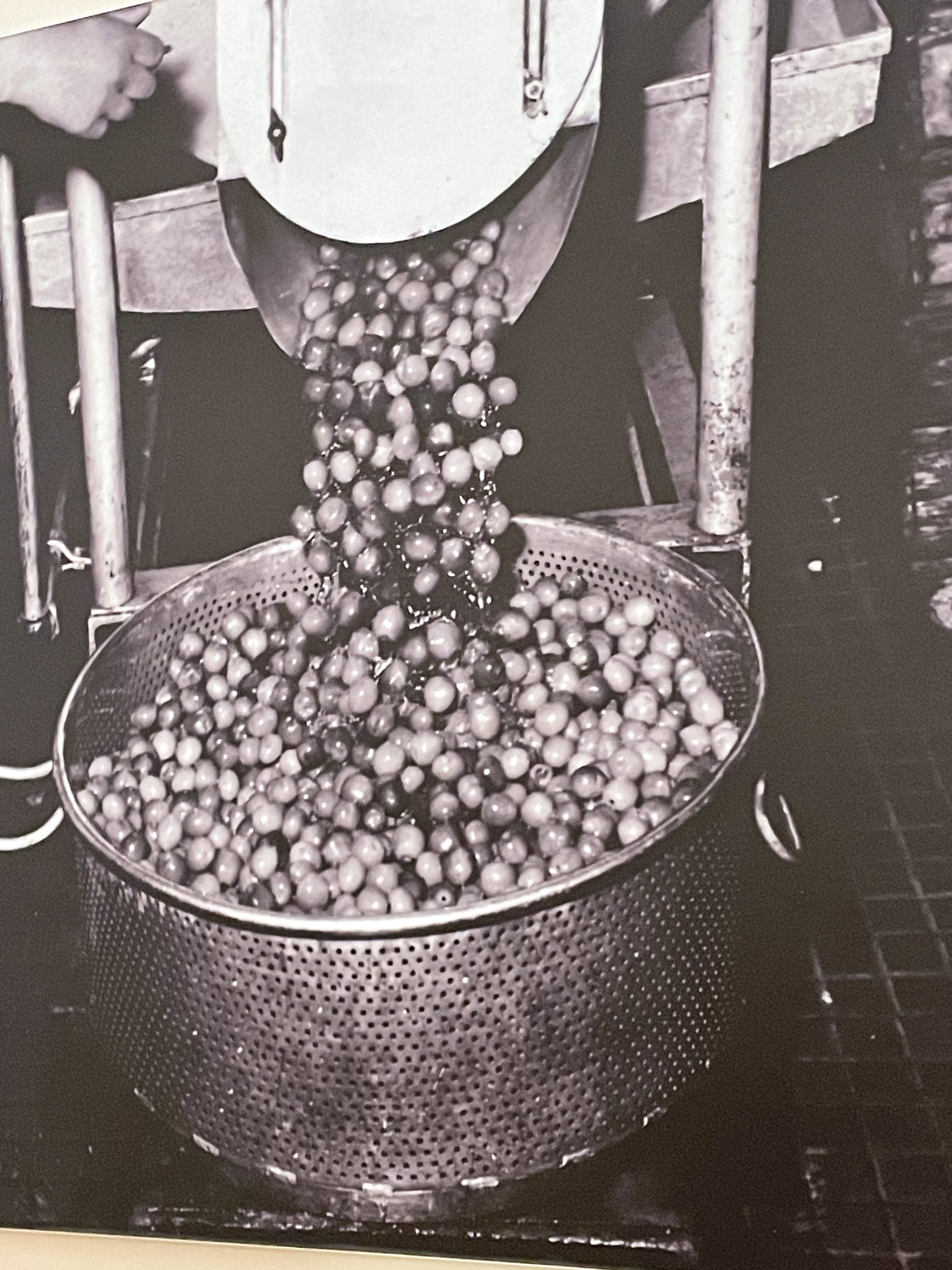
olive denocciolate in produzione Saclà

Pierina e Pinin, inizialmente si dedicano alla trasformazione e conservazione del surplus dei mercati locali che viene messo in salamoia come consuetudine dei contadini, stoccato in latte metalliche e venduto come semilavorato alle altre imprese. Verso la fine degli anni ‘50 Saclà snocciola le amarene e le mette sotto acqua e zucchero per l’impresa albese Ferrero che sta lanciando il famoso cioccolatino al liquore Mon Chéri. In breve la Sacla si espande; arrivando a distribuire in tutta Italia. Negli anni ‘60 nascono i primi sottaceti e si passa poi ai prodotti confezionati in vasi di vetro pastorizzati.
Con la scoperta della varietà spagnola di olive hojiblanca, croccanti e che consentono una raccolta meccanizzata, Pierina e Pinin arrivano alla intuizione di snocciolare le olive che tra gli anni sessanta e settanta diventeranno vere e proprie icone, merito anche della tv e del Carosello. Saclà per molti anni ha un ruolo da protagonista nella storia della comunicazione pubblicitaria italiana che utilizza volti noti come Macario, Sandra Milo, Paolo Villaggio, il Principe Emanuele Filiberto di Savoia. Saclà trasforma le olive in un prodotto di massa di largo consumo, interrompendo quel campanilismo regionale che vede ogni area consumare esclusivamente i prodotti del proprio territorio.
Oggi Saclà, giunta alla terza generazione è gestita con gli stessi valori familiari degli inizi ed è cresciuta sino a diventare un’impresa di livello internazionale che esporta in oltre 70 paesi.

## Nel Soroptimist
Nel 1961 è tra le cofondatrici del “Soroptimist International Club di Asti”; sostenne la Casa di riposo “Maina” e “l’Opera Pia Tellini”.

## Onorificenze
- Nel 1972 ha ricevuto l’onorificenza di “Cavaliere della Repubblica”
- Nel 2004 ha ricevuto l’onorificenza di “Patriarca dell’Astigiano”
- Nel 2004, per il suo centesimo compleanno, è stata creata, dal vivaio Harkness Roses di Hitchin in Inghilterra, una nuova varietà di rosa in suo omaggio chiamata “Rosa Piera”. Presentata al “Chelsea Flower Show” di Londra[10] e donata per le feste di fine anno 2004 a tutto il personale femminile dell’azienda, per celebrare il centesimo compleanno della fondatrice.
- Nel novembre 2021 il Sindaco di Asti, Maurizio Rasero, le ha intitolato una strada cittadina[11]Via Pierina Campanella, Asti

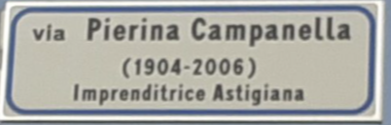
Via Pierina Campanella, Asti